# Hainz Hamisch
Hainz Hamisch (* 5. September 1908 in Dresden; † 1997) war ein deutscher Maler, Grafiker und Illustrator.

## Leben und Werk
Hainz (auch Heinz) Hamisch studierte bei Otto Dix und Richard Müller an der Dresdener Akademie für Bildende Künste. Als die Nazis 1933 anfingen Dix von der Akademie zu entfernen, gehörte Hamisch zu einer Gruppe von sieben Studentinnen und Studenten, die sich in einer Note vom 15. März 1933 an den nationalsozialistischen Studentenbund für Dix einsetzte, darunter Erika Streit, Rudolf Nitschke und Kurt Sillack.
Hamisch arbeitete nach dem Studium in Dresden als freischaffender Maler, Grafiker und Illustrator. Wie auch andere Dix-Schüler ließ er sich in seinen Arbeiten in den 1930er Jahren von dessen radikalem sozialkritischem Ansatz leiten. Mit seinen realistischen, ironischen, grotesken bis kritisch-analytischen Darstellungen entsprachen er in keiner Weise den Ansprüchen der nationalsozialistischen Kulturpolitik.
Nach dem Ende des Zweiten Weltkriegs arbeitete Hamisch wieder in Dresden, wo er zur Künstlergruppe „Das Ufer“ gehörte. Er wurde Mitglied im Verband Bildender Künstler der DDR und beteiligte sich u. a. 1946 an der Kunstausstellung Sächsische Künstler und 1949 und 1953 an der 2. und Dritten Deutsche Kunstausstellung in Dresden. Für die 2. Deutsche Kunstausstellung schuf er im Rahmen der „Wandbildaktion“ mit Alfred Hesse und Rolf Krause das Wandbild „Stahlwerk Riesa“. Hamisch war u. a. mit dem Maler Herbert Müller befreundet.

## Zeitgenössische Rezeption
„Vorwiegend Zeichner. Subtile Illustrationen zu Werken der Weltliteratur. Der Mensch steht im Mittelpunkt seiner Betrachtungen, also wendet er sich in zunehmendem Maße auch der Darstellung des schaffenden Menschen der Gegenwart, besonders der Stahlwerker, zu.“

## Werke (Auswahl)

### Tafelbilder (Auswahl)
- Arbeitsloser Werftarbeiter (Tafelbild, 1932; im Bestand des Lindenau-Museums Altenburg/Thüringen)[3]
- Schwangere (1932; im Bestand des Museums der bildenden Künste Leipzig)[4]
- Alter Bauer (1932; im Bestand der Dresdener Galerie Alte Meister)[5]

### Zeichnungen (Auswahl)
- Betrunkener und Dirne am Morgen (Graphit, 1930)[6]
- Junge Frau/Akt (schwarze und weiße Kreide)[7]
- Im Rohrwalzwerk (Kohle; 1949)[8]
- Stahlwerker (Tusche, 1950)[9]
- Thomas Münzer (Folge von Kohlezeichnungen, 1950/1951; ausgestellt 1953 auf der Dritten Deutschen Kunstausstellung)[10]
- Visite (Zeichnung; 1951 ausgestellt auf der Ausstellung der Gruppe „Das Ufer“ in den Staatlichen Kunstsammlungen Dresden)[11]
- Holzfäller (Zeichnung; 1946 ausgestellt auf der „Kunstausstellung Sächsische Künstler“)[12]
- Aus einer Papierfabrik (Zeichnung; 1950 ausgestellt auf der Betriebsausstellung der Gruppe „Das Ufer“ in der Landesdruckerei Sachsen in Dresden)[13]

### Buchillustrationen (Auswahl)
- Gerda Gebauer: Der Neue. Sachsenverlag, Dresden 1949.
- Herta Vogel-Voll: Die silberne Brücke. Verlag Louis Ehlermann, Dresden 1949.
- Dietrich Ebener: Kreuzweg Kalkutta. Greifenverlag, Rudolstadt, 1965
- Der Unhold. Kriminalgeschichten russischer Meister. Greifenverlag, Rudolstadt 1968.
- Nikolai Leskow, Wsewolod Garschin: Der Raubüberfall. Das Signal.  Verlag Kultur und Fortschritt, Berlin 1969.
- Theodor Fontane: Unterm Birnbaum. Greifenverlag, Rudolstadt 1973.

## Ausstellungen (Auswahl)

### Einzelausstellungen (Auswahl)
- 1968: Dresden, Galerie Kunst der Zeit
- 1979: Dresden, Galerie Kunst der Zeit (mit Bruno Dolinski)
- 1988: Dresden, Kunstausstellung Kühl (Malerei, Graphik, Illustration)

### Postume Gruppenausstellungen (Auswahl)
- 2011/2012: Dresden, Kunsthalle am Lipsiusbau („Neue Sachlichkeit in Dresden. Malerei der Zwanziger Jahre von Dix bis Querner“)
- 2014: Jena, Kunstsammlung Jena („Zwischen Traum und Reportage. Künstler der Neuen Sachlichkeit“)
- 2014: Dresden, Kunstausstellung Kühl (Jubiläumsausstellung)
- 2014: Leipzig, Kunsthalle der Sparkasse Leipzig („SAXONIA PAPER II. Zeichnung in Sachsen“)
- 2015: Regensburg, Kunstforum Ostdeutsche Galerie („Messerscharf und detailverliebt. Werke der Neuen Sachlichkeit“)
- 2017/2018: Frankfurt/Main, Schirn-Kunsthalle („Glanz und Elend in der Weimarer Republik“)